# Municipio de Long Creek (condado de Carroll)
El municipio de Long Creek (en inglés: Long Creek Township) es un municipio ubicado en el condado de Carroll en el estado estadounidense de Arkansas. En el año 2010 tenía una población de 614 habitantes y una densidad poblacional de 5,41 personas por km².

## Geografía
El municipio de Long Creek se encuentra ubicado en las coordenadas 36°25′44″N 93°20′5″O / 36.42889, -93.33472. Según la Oficina del Censo de los Estados Unidos, el municipio tiene una superficie total de 113.45 km², de la cual 110,94 km² corresponden a tierra firme y (2,22 %) 2,51 km² es agua.

## Demografía
Según el censo de 2010, había 614 personas residiendo en el municipio de Long Creek. La densidad de población era de 5,41 hab./km². De los 614 habitantes, el municipio de Long Creek estaba compuesto por el 94,63 % blancos, el 0,16 % eran afroamericanos, el 0,16 % eran amerindios, el 2,12 % eran de otras razas y el 2,93 % eran de una mezcla de razas. Del total de la población el 3,42 % eran hispanos o latinos de cualquier raza.